# ورزشگاه المپیک دیامنیادیو
ورزشگاه المپیک دیامنیادیو (انگلیسی: Diamniadio Olympic Stadium) یک ورزشگاه چندمنظوره در شهر داکار، سنگال است.‌ این ورزشگاه که در سال ۲۰۲۲ تاسیس شده دارای ۵۰٬۰۰۰ نفر ظرفیت است و ورزشگاه خانگی تیم ملی فوتبال سنگال محسوب میشود.